# Thoracaphis flava
Thoracaphis flava är en insektsart. Thoracaphis flava ingår i släktet Thoracaphis och familjen långrörsbladlöss. Inga underarter finns listade i Catalogue of Life.